# دیتر لامبراشت
دیتر لامبراشت (انگلیسی: Diether Lambrechts؛ زادهٔ ۲ اوت ۱۹۷۶) دانشمند در زمینه ژنتیک، بیوانفورماتیک، و سرطان‌شناسی اهل بلژیک است.